# Song Taizu
Song Taizu, chiń. upr. 宋太祖; chiń. trad. 宋太祖; pinyin Sòng Tàizǔ; Wade-Giles Sung T’ai-tsu (ur. 21 marca 927 w Luoyangu, zm. 14 listopada 976) – pierwszy cesarz dynastii Song, panujący od roku 960 aż do śmierci.
Zhao Kuangyin (bardziej znany pod swoim imieniem świątynnym Taizu) wywodził się z rodziny lokalnych urzędników z Hebei, przy czym jego ojciec, Zhao Hongyin, jako pierwszy miał wybrać karierę wojskową. Przyszły cesarz odznaczył się w służbie Późniejszej dynastii Zhou, ostatecznie zostając dowódcą oddziałów gwardii. W 960 obalił małoletniego ostatniego cesarza Zhou i założył własną dynastię Song. Niedługo potem pozbył się potencjalnych rywali doprowadzając do przejścia w stan spoczynku większości znaczących generałów, którzy niegdyś byli jego towarzyszami broni. W trakcie swojego panowania Taizu podbił wszystkie królestwa Południa Chin z wyjątkiem Wuyue, które jednak także uznawało jego zwierzchność. W rezultacie w chwili jego śmierci jedynym niezależnym państwem w Chinach pozostało Północne Han. Taizu przywrócił egzaminy urzędnicze i powierzył administrację armii cywilnemu Biuru Do Spraw Wojskowych, złamał także potęgę niegdyś wszechmocnych wojskowych gubernatorów. Z uwagi na powyższe uważa się, iż za jego rządów zapoczątkowany został proces, który w późniejszym okresie Song doprowadził do dominacji administracji cywilnej nad wojskową. Za jego panowania proces ten był jednak daleki od zakończenia, ponieważ w administracji nadal dominowali ludzie wywodzący się z kręgów wojskowych. Pomimo tego, że Taizu pozostawił po sobie dwóch dorosłych synów, jego następcą został brat Zhao Guangyi (imię świątynne Taizong, 976–997). Potomkowie Taizu powrócili do władzy dopiero wraz z objęciem tronu przez cesarza Xiaozonga (1162–1189).

## Życiorys

### Pochodzenie i droga do władzy
Wbrew późniejszym dynastycznym legendom pochodzenie przyszłego założyciela dynastii Song można wiarygodnie prześledzić zaledwie cztery pokolenia wstecz. Począwszy od jego prapradziadka, Zhao Tiao (zm. 874), trzy pokolenia rodu Zhao miały być lokalnymi urzędnikami w prowincji Hebei. Z tej tradycji wyłamał się dopiero ojciec przyszłego cesarza, Zhao Hongyin (zm. 956), który wybrał karierę żołnierza i służył w armiach czterech kolejnych z Pięciu Dynastii począwszy od Późniejszej dynastii Tang. W wieku dwudziestu jeden lat jego syn Zhao Kuangyin wstąpił do armii Późniejszej dynastii Zhou. Odznaczył się w służbie cesarza Guo Weia (951–954) i zwrócił na siebie uwagę jego adoptowanego syna Chai Ronga (954–959), który przeniósł go pod swoje dowództwo. W 954 Chai Rong został cesarzem i Zhao miał okazję bronić go z narażeniem własnego życia w bitwie pod Gaoping. W następnym roku Zhao opracował strategię, dzięki której cesarz pokonał Późniejsze Shu. W trakcie inwazji Południowego Tang w 956 Zhao osobiście wziął w niewolę generała przeciwnika i został mianowany generalnym inspektorem Dowództwa Pałacu (殿前司都總檢, dianqian si du zongjian) oraz wojskowym gubernatorem (節度使, jiedushi) Songzhou (dzis. Shangqiu). Już od 954 odpowiadał za rekrutację do elitarnych oddziałów pałacowych i w rezultacie w ciągu kilku następnych lat miał okazję zdobyć ich osobistą lojalność. Kultywował także relacje z dawnymi przyjaciółmi swojego ojca i zaprzysiągł rytualne braterstwo z obiecującymi nowymi dowódcami, z których wielu było jego podwładnymi. W 959 Chai Rong zmarł pozostawiając jako swojego następcę pięcioletniego syna Guo Zongxuna (959–960). W następnym roku Zhao przeprowadził udany zamach stanu (według oficjalnej wersji wydarzeń zawartej w Historii Song został obwołany cesarzem przez armię wbrew swojej woli) i objął cesarski tron. W stołecznym Kaifengu opór przeciwko siłom uzurpatora próbował organizować jedynie generał Han Tong, który został zabity. Guo Zongxun po zdjęciu z tronu otrzymał honorowy tytuł i zmarł czternaście lat później na wygnaniu.

### Taizu i armia

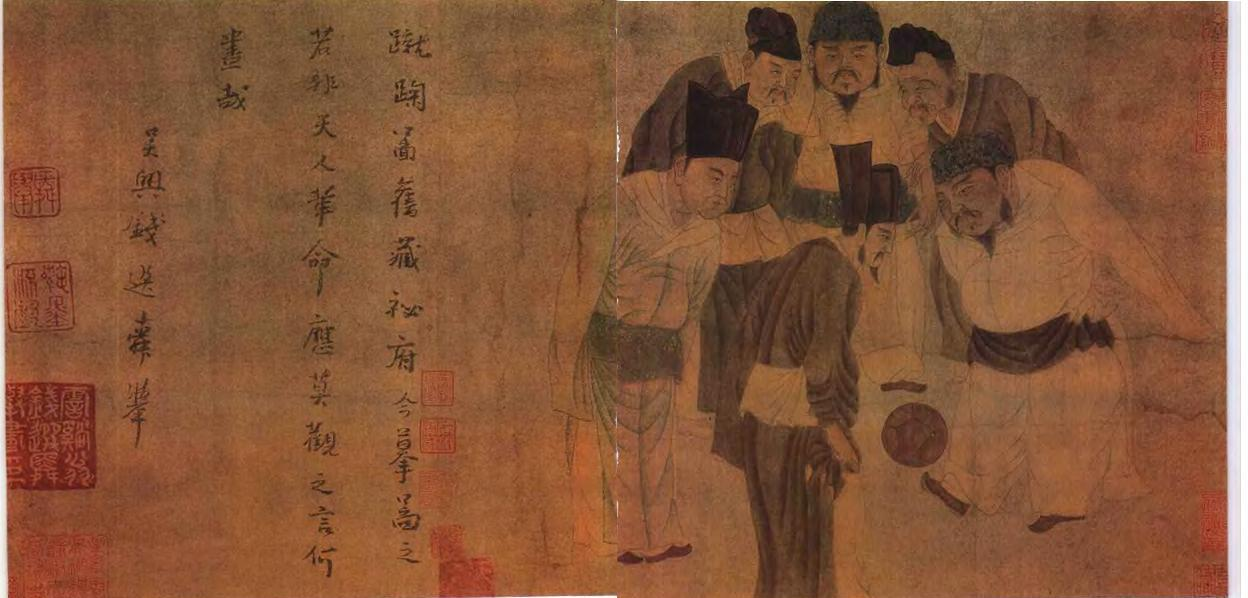
Cesarz Taizu gra w piłkę (cuju) ze swoim bratem Zhao Guangyi, kanclerzem Zhao Pu i innymi ministrami. Obraz Qian Xuana (1235–1305) z epoki Yuan. Zbiory Muzeum Szanghajskiego

Nowy cesarz (w późniejszej historiografii znany pod swoim imieniem świątynnym Taizu) wybrał dla założonej przez siebie dynastii nazwę Song, od prefektury (州, zhou) której był wojskowym gubernatorem. Po tym niemal bezkrwawym przewrocie jedynymi rywalami Taizu byli generałowie, którzy niegdyś mieli udział w ustanowieniu Późniejszej dynastii Zhou, Li Yun i Li Chongjin. Ten pierwszy był wojskowym gubernatorem Luzhou (dzis. Changzhi) i żywił własne cesarskie ambicje. Li Yun próbował zawrzeć sojusz z Północnym Han. Jednak gdy brak poparcia wśród jego własnych wojsk spowodował, iż jego prefektura stała się łatwym łupem armii Song w niecałe dwa miesiące później, popełnił samobójstwo. Siostrzeniec Chai Ronga, Li Chongjin, początkowo poparł zamach stanu Taizu, później jednak podniósł bunt, kiedy ten zabrał mu dowództwo nad paralelną w stosunku do Dowództwa Pałacu strukturą Dowództwa Metropolitarnego (侍衛司, shiwei si) i w zamian ustanowił wojskowym gubernatorem niedawno zdobytego Yangzhou. Li Chongjin próbował skoordynować swoje działania z Li Yunem, kiedy jednak to się nie udało, a spodziewana odsiecz wojsk Południowego Tang nie nadeszła, w jedenastym miesiącu 960 roku armia Song stosunkowo łatwo podbiła jego odizolowany od reszty imperium południowy region. Ostatecznie Li Chongjin popełnił samobójstwo wraz z całą swoją rodziną.
Pozbawienie dowództwa w stolicy Li Chongjina było tylko częścią polityki Taizu wzmocnienia kontroli nad armią. Jego najważniejsi generałowie, Murong Yanzhao i Han Lingkun, którzy przez krótki czas sprawowali dowództwo nad oddziałami odpowiednio Dowództwa Pałacu i Dowództwa Metropolitarnego, wkrótce zostali wojskowymi gubernatorami z dala od stolicy. Niedługo potem także inni czołowi generałowie otrzymali inne przydziały. Zgodnie ze słynną anegdotyczną relacją w trakcie przyjęcia w siódmym miesiącu 961 roku Taizu miał również przekonać swoich najważniejszych dowódców, by ci zgodzili się na przejście w stan spoczynku.

Kiedy zebrani, nieco już podchmieleni po wypiciu większej ilości wina, byli w doskonałym nastroju, Cesarz rzekł:

- Nie sypiam nocami spokojnie.

- Z jakiegoż to powodu – zapytali generałowie.

- Nietrudno zrozumieć – odpowiedział Cesarz. – Czy jest wśród Was ktokolwiek, kto nie pożąda mojego tronu?
Generałowie pokłonili się nisko i zaprotestowali.

- Dlaczegóż to Wasza Cesarska Mość tak mówi? Mandat Niebios jest przecież teraz już zatwierdzony. Któż mógłby jeszcze nosić się ze zdradzieckimi zamysłami?

- Nie wątpię w Waszą lojalność – odpowiedział Cesarz – lecz gdyby pewnego dnia jednego z Was obudzono nagle o świcie i zmuszono do wdziania żółtej szaty, nawet jeśli nie życzyłby sobie tego, jak mógłby wówczas uniknąć rebelii?

Następnego dnia wszyscy obecni wówczas generałowie zrezygnowali ze służby pod pretekstem złego stanu zdrowia. Zgodnie z obietnicą Taizu wynagrodził ich honorowymi tytułami, wysokimi stanowiskami, bogactwem i ziemią oraz ożenił z kobietami z cesarskiego rodu. Z kolei wszystkie cesarzowe Taizu były córkami wojskowych gubernatorów. Wszyscy ci dowódcy mieli następnie żyć w spokoju i bogactwie aż do swojej śmierci. „Dla przykładu Shi Shouxin, jedyny ważny generał, który zachował swoje dowództwo w cesarskiej armii (chociaż teraz in absentia), dopóki dobrowolnie nie zrezygnował z niego w dziewiątym miesiącu następnego roku (962), stał się znany z wielkiego bogactwa jakie zgromadził podczas swoich niemal siedemnastu lat (7/961–12/977) sprawowania urzędu wojskowego gubernatora”.
By wzmocnić swoją pozycję Taizu niektóre z najważniejszych stanowisk w armii pozostawiał nieobsadzone, włącznie z dowódcami kluczowych Dowództwa Pałacu i Dowództwa Metropolitarnego i ich zastępcami. Ponadto Dowództwo Metropolitarne zostało podzielone pomiędzy niezależną od siebie kawalerię i piechotę, tak że cesarską armią stacjonującą w regionie stołecznym dowodziło teraz nie dwóch, ale trzech generałów. „Za tymi instytucjonalnymi manewrami stała intencja obniżenia rangi hierarchii dowodzenia, podziału obowiązków, złamania bliskich i trwałych więzi pomiędzy dowódcami a ich oddziałami i wzmocnienia struktur nadzoru i kontroli”. Powstaniu nowych relacji o charakterze osobistym miał zapobiegać system rotacji, w ramach którego oficerowie mieli być przenoszeni pomiędzy stolicą i poszczególnymi regionami co trzy lata.

### Podbój Południa

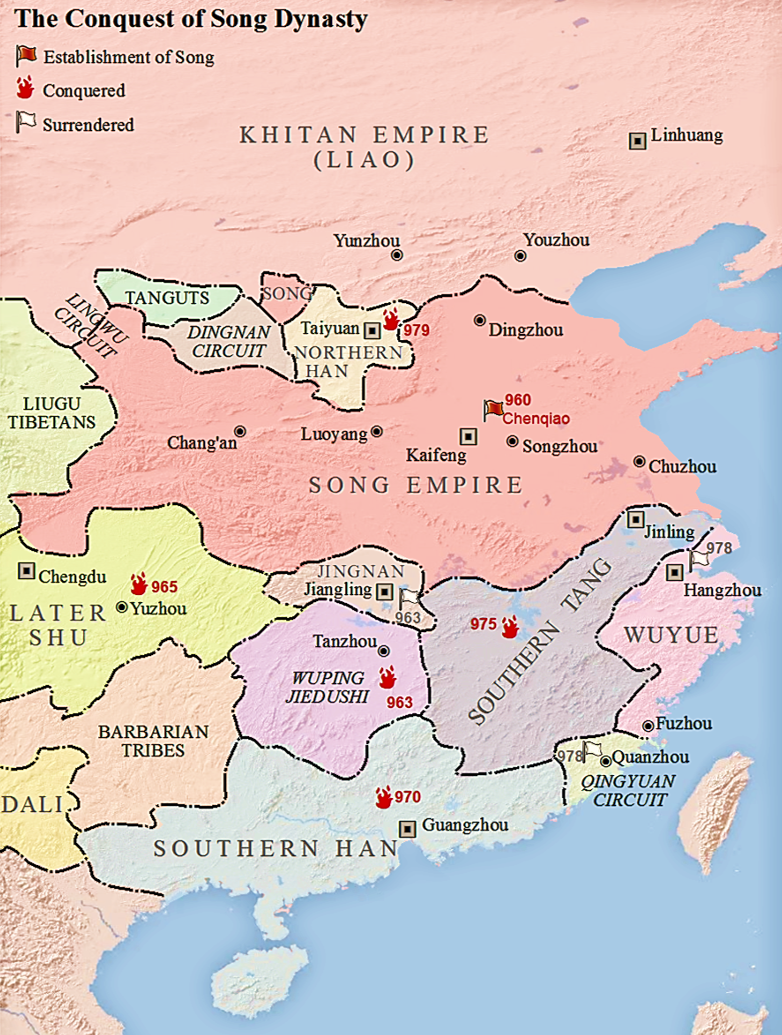
Cesarstwo Song (Song Empire) u zarania rządów Taizu i jego podboje

Na początku 963 Taizu był gotowy do rozpoczęcia terytorialnej ekspansji, przy czym należało zdecydować, czy zwrócić się najpierw na Północ czy Południe. Na Północy Północne Han i Liao zostały niedawno pokonane przez wojska Późniejszej dynastii Zhou, zaś kitański cesarz Muzong (951–969) był władcą słabym i nieefektywnym. Wydawało się zatem, że istnieją sprzyjające warunki do podboju Północnego Han i odbicia szesnastu prefektur zajętych przez Kitanów w 937. Najbliższy doradca Taizu, Zhao Pu (w latach 964–973 miał być wielkim kanclerzem, 宰相, zaixiang), radził jednak unikać ataku na Północne Han, gdyż mógł on sprowokować kontratak Kitanów z północy i koczowniczych plemion z północnego zachodu. Jego zdaniem walka z tymi przeciwnikami mogła wyczerpać siły nowej dynastii i doprowadzić do strategicznego impasu. Wskutek tej argumentacji Taizu ostatecznie przyjął strategię „Wpierw Południe, Potem Północ”, zakładającą uprzedni podbój bogatego, lecz słabszego militarnie Południa, którego zasoby miały wzmocnić Songów przed ostateczną konfrontacją z groźniejszym przeciwnikiem, jakim byli północni koczownicy.

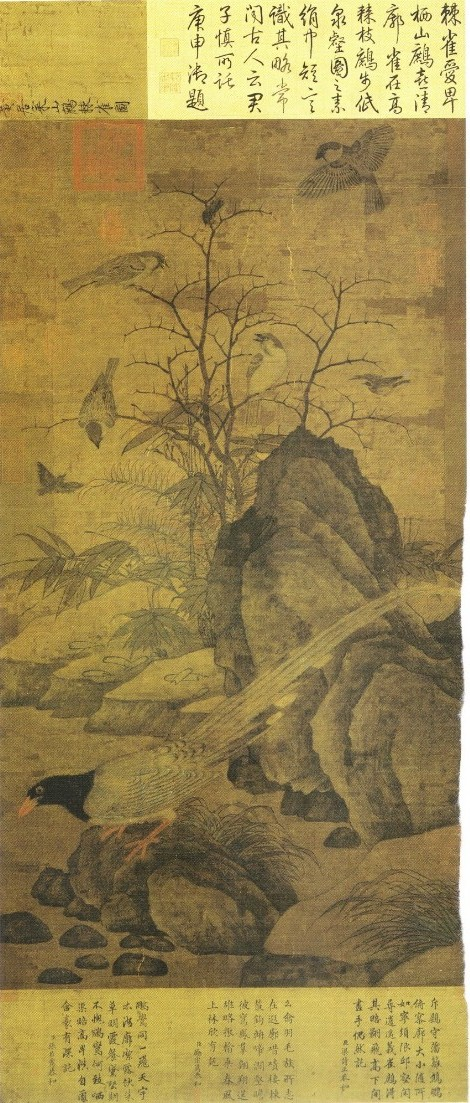
Bażant i wróble pomiędzy skałami i krzewami. Obraz Huang Jucaia (933–993), nadwornego malarza Taizu. Huang Jucai i jego ojciec Huang Quan są uważani za twórców najbardziej wpływowej szkoły malowania ptaków i kwiatów w epoce Song. Wiszący zwój, tusz i farby na jedwabiu. Zbiory Narodowego Muzeum Pałacowego w Tajpej

Taizu najpierw zaatakował najmniejsze z południowych królestw, położone w środkowym biegu Jangcy Jingnan i hunańskie Chu. W 962 zmarł założyciel królestwa Chu i jego jedenastoletni syn i następca stanął w obliczu rewolty jednego ze swoich generałów i w tej sytuacji wezwał na pomoc siły Songów. Wojska Taizu przemaszerowały przez Jingnan, zmuszając jego przerażonego władcę do poddania się, i pomimo tego że w międzyczasie bunt w Chu został stłumiony wkroczyły na jego terytorium i zajęły stolicę Tanzhou (dzis. Changsha). W rezultacie „Songowie stali się pierwszą północną dynastią od ponad pięćdziesięciu lat posiadającą bastion w postaci siedemnastu prefektur i dwustu czterdziestu tysięcy domostw na terenie środkowej Jangcy, bogaty w zasoby ryb, ryżu, herbaty i innych produktów rolniczych, a także złoża srebra i miedzi, cyny i żelaza pozwalające na bicie monety”. Co więcej, podbój Jingnan i Chu dokończył dzieła okrążenia Późniejszego Shu, którego północna granica została już naruszona przez zabór czterech prefektur przez Późniejszą dynastię Zhou, podczas gdy teraz zostało ono odcięte od środkowej doliny Jangcy i komunikacji z Południowym Tang.
Władca Późniejszego Shu, Meng Chang (934–965), antycypował inwazję Songów i w późnym 964 wysłał tajnych emisariuszy do Późniejszego Han by zaproponować wojskową współpracę. Wieści o tej misji dotarły jednak do Kaifengu i zostały użyte przez Songów jako pretekst do inwazji na Późniejsze Shu. Wojska Songów idące przez góry w kierunku południowym odparły kontratak prowadzony przez tajnego komisarza (樞密使, shumishi) Wang Zhaoyuana, by następnie pokonać siły Późniejszego Shu w decydującej bitwie na przełęczy Jianmen, która otworzyła im drogę do stolicy przeciwnika. W przeciągu zaledwie dwóch miesięcy Późniejsze Shu zostało zmuszone do kapitulacji, jednak brutalne zachowanie członków songowskich oddziałów, którzy mordowali jeńców przeciwnika, rabowali i gwałcili doprowadziło do wybuchu rebelii przeciwko okupantom, w której miało wziąć udział sto tysięcy niezadowolonych chłopów i byłych żołnierzy Późniejszego Shu. Stłumienie tego buntu miało zająć Songom niemal dwa lata, aż do końca 966 roku. W rezultacie wszyscy generałowie Songów, którzy brali udział w kampanii przeciwko Późniejszemu Shu (z wyjątkiem Cao Bina, który nie pozwolił na rabunek), zostali pozbawieni swoich stanowisk. „Pomimo przyłączenia czterdziestu sześciu prefektur i 534 029 domostw do Cesarstwa Song spustoszenia poczynione przy zdobywaniu Późniejszego Shu kosztowały nową dynastię wielką część tych nowych zasobów i opóźniły o dwa lata jego następną kampanię podbojów. Pozostawiły po sobie także dziedzictwo resentymentu w ważnym regionie. Taizu, po tym kosztownym błędzie, zawsze dbał o to by utrzymywać ścisłą dyscyplinę w swoich armiach”.
Pod koniec 968 Północne Han dotknął polityczny kryzys gdy pierwszy minister jego niedawno zmarłego władcy zamordował jego pierwszego następcę i zmusił kolejnego do poddania się Songom. Na początku 969 Taizu udało się okrążyć stolicę Północnego Han i pokonać posiłki przysłane przez Kitanów, jednak późniejsze próby zdobycia Taiyuan nie powiodły się. Wraz z nadejściem deszczów i gromadzeniem się kolejnych sił Kitanów po trzech miesiącach oblężenia Taizu nakazał odwrót. Po tym niepowodzeniu cesarz ponownie zwrócił się na Południe. Tym razem jego uwagę przykuło Południowe Han, które chyliło się ku upadkowi pod rządami okrutnego i ekstrawaganckiego Liu Changa (958–971). Coraz bardziej nieufny wobec swoich poddanych, władca ten polegał jedynie na eunuchach. W dziewiątym miesiącu 970 wojska Songów rozpoczęły inwazję i w ciągu czterech miesięcy dotarły do stołecznego Kantonu, który nie oparł się oblegającym. Liu Chang był jedynym z władców Południa, który zginął podczas songowskich kampanii. Podbój Południowego Han oznaczał przyłączenie do Song kolejnych szesnastu prefektur i 170 263 domostw.
Południowe Tang, złożone z trzydziestu trzech prefektur i posiadające 881 tys. domostw było najbogatszym z południowych królestw. By uniknąć zniszczeń, Taizu zmierzał do jego pokojowej aneksji, i zagrożony atakiem Songów Li Yu (960–975) uznał swoją zależność, przyjmując songowski kalendarz i uznając songowskie międzypaństwowe oświadczenia dyplomatyczne za obowiązujące edykty. Począwszy od połowy 974 Taizu zwiększał jednak presję na bardziej bezpośrednią formę zwierzchności i ostatecznie kiedy Li trzykrotnie odmówił udania się do Kaifengu by złożyć osobisty hołd uznał to za oznakę nieposłuszeństwa i wypowiedział wojnę. Opierając się na dokładnym przebadaniu biegu Jangcy armia Song przeprawiła się przez rzekę po zbudowanym z łodzi moście pontonowym w pierwszym miesiącu 975 pojawiając się pod stolicą przeciwnika, Jingling (dzis. Nankin). W tym samym czasie siły Wuyue, które wcześniej uznało zwierzchność Songów, zaatakowały Południowe Tang od wschodu. Południowe Tang poddało się w jedenastym miesiącu 975, po piętnastu miesiącach oporu, najdłuższego ze wszystkich południowych królestw. Niedługo potem w celu złożenia hołdu do Kaifengu przybyli władcy Wuyue i Zhangzhuan (położone w południowym Fujian). Żaden z tych władców „nie żywił jakichkolwiek iluzji co do przyszłości. Obaj przygotowywali się do dobrowolnego poddania swoich królestw, kiedy Song Taizu zmarł w 976”.
W odróżnieniu od swoich poprzedników Taizu rzadko osobiście dowodził wojskami (wyjątkiem była kampania przeciwko Północnemu Han w 969), jednak jego obecność była aż nadto odczuwalna. Posiadał on wielki autorytet jako autor planów kampanii, głównodowodzący swoich generałów i figura górująca nad swoimi żołnierzami. „To odróżniało go od jego poprzedników i byłych wojskowych kolegów jako prawdziwego cesarza, a nie wszechmocnego watażkę [ang. warlord]”. Taizu starał się obchodzić łagodnie z mieszkańcami podbitych przez siebie państw Południa. Ich poddani byli obejmowani amnestią i zwalniani z najbardziej dotkliwych podatków i obowiązku prac publicznych (szarwarku). Ich żołnierze przeważnie powrócili do pracy na roli, a część z nich została przyjęta do armii Songów. Wielka liczba urzędników z Południa otrzymała nowe stanowiska w innych częściach imperium, a rody rządzące dawnych królestw otrzymały honorowe tytuły, hojne apanaże i rezydencje w Kaifengu. Niektórzy członkowie tych rodów otrzymali nawet dworskie stanowiska. Kiedy w 976 do Kaifengu przybył władca Wuyue Qian Chu (948–978) zostały mu pokazane wspaniałe rezydencje dawnych władców pokonanych królestw. Wielu dworskich urzędników, na czele z bratem cesarza Zhao Guangyi zachęcało go by ten zatrzymał Qian Chu w Kaifengu. Taizu pozostał jednak wierny swojemu słowu i odesłał Qiana do domu, domagając się jedynie by ten co trzy lata osobiście dostarczał trybut.

### Centralizacja administracji
Zgodnie z tradycją kiedy Taizu na samym początku swojego panowania miał spytać się Zhao Pu jak osiągnąć wieczny pokój i stabilizację, ten miał powiedzieć, że głównym źródłem słabości poprzednich dynastii była zbytnia potęga wojskowych gubernatorów. W ciągu pierwszych osiemnastu miesięcy swojego panowania Taizu przeniósł z dala od ich politycznego i wojskowego zaplecza niemal trzy czwarte z dotychczasowych wojskowych gubernatorów. Chociaż czasami byli oni nadal mianowani, cesarz starał się pozbawić ich jak największego zakresu cywilnej, finansowej czy sądowej autonomii otaczając ich mianowanymi przez siebie urzędnikami. Na poziomie zarówno powiatów (縣, xian), jak i prefektur, zostali powołani cywilni urzędnicy odpowiedzialni za egzekwowanie prawa. Ustanowiono także nowy urząd generalnych kontrolerów (通判, tongpan), którzy nadzorowali administrację prefektur. Administrację nad armią przekazano cywilnemu Biuru Do Spraw Wojskowych (樞密院, shumiyuan), przy czym rola tej charakterystycznej dla dynastii Song instytucji miała w przyszłości okazać się dwuznaczna. Stopniowo bowiem, gdy wojskowych weteranów zastępowali w niej cywilni urzędnicy, siła elementu militarnego słabła, dokładnie w tym samym czasie gdy wywodzący się z niego dwaj pierwsi cesarze zostali zastąpieni przez nieposiadających żadnego doświadczenia w sprawach wojskowych następców. Prowadziło to do jak się okazało nieodwracalnego osłabienia armii.
Wszystkie te inicjatywy zmierzały ku temu by podzielić kompetencje i odpowiedzialność pomiędzy różne ośrodki, tak by ostatecznie pełnia władzy znajdowała się jedynie w rękach cesarza. Szczególnie widoczne było to w przypadku Wielkiego Kanclerza, który teoretycznie posiadał pełną kontrolę nad cywilną administracją, w rzeczywistości jednak musiał dzielić się władzą ze swoim zastępcą, zaś ważne kwestie finansowe i dworskie podlegały Komisji Finansów (三司, sansi). Biuro Do Spraw Wojskowych było także całkowicie niezależne od podlegającego kanclerzowi Sekretariatu-Kancelarii (中書門下, zhongshu menxia), tak że te dwie instytucje były często nazywane „dwiema administracjami”. Już w drugim miesiącu swojego panowania Taizu przywrócił egzaminy urzędnicze i w sumie jego rządy mogą być uznane za początek procesu, który w późniejszym okresie Song doprowadził do dominacji administracji cywilnej nad wojskową. Pomimo tego w trakcie jego panowania było do tego jeszcze daleko i zarówno Biuro Do Spraw Wojskowych, jak i Komisja Finansów były zdominowane przez wojskowych. Wydaje się także, że w duchu cesarz nadal pozostał przede wszystkim żołnierzem, o czym świadczy choćby słynna anegdota, zgodnie z którą miał nakazać rozstrzygnięcie sporu o wyższość dwóch finalistów urzędniczych egzaminów za pomocą walki na pięści.

## Dziedzictwo

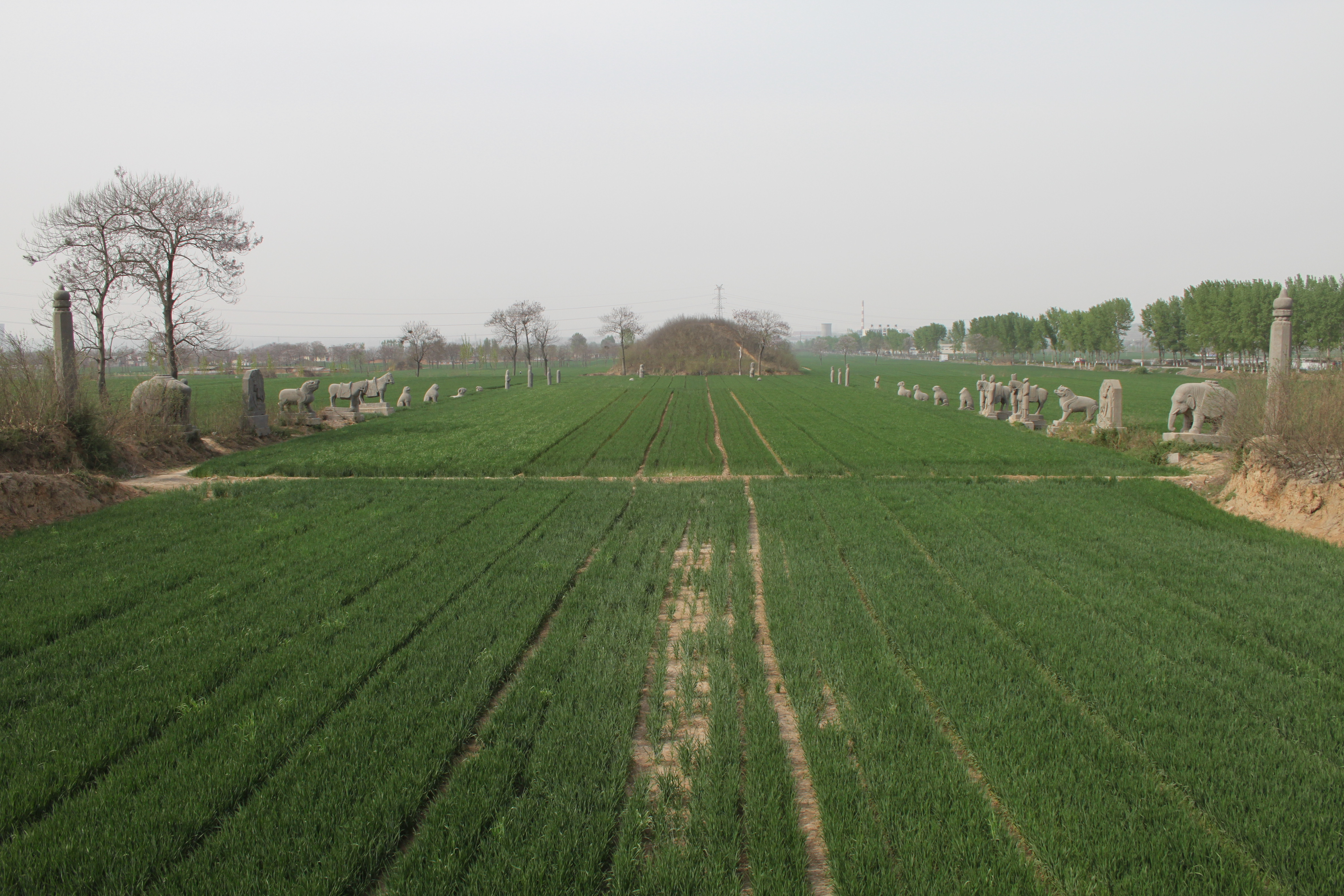
Rytualna droga prowadząca do grobowca Taizu, z odpowiednio ustawionymi kamiennymi posągami po obu jej stronach. Mauzoleum Yongchangling, powiat Gongyi w prowincji Henan

We wrześniu 976 Taizu wysłał pięć armii by zaatakowały z różnych kierunków Północne Han. 14 listopada 976 cesarz jednak nagle zmarł i wojska Songów oblegające Taiyuan zostały odwołane. Taizu pozostawił po sobie dwóch synów, osiemnastoletniego Zhao Defanga i dwudziestosześcioletniego Zhao Dezhao, jednak władzę po nim przejął jego brat, Zhao Guangyi, w późniejszej historiografii znany pod swoim imieniem świątynnym Taizong (976–997). Za życia Taizu Zhao Guangyi był drugą osobą w państwie jako namiestnik Kaifengu i jedyna osobą na dworze posiadająca tytuł księcia (wang). W związku z powyższym późniejsi cesarze dynastii Song wywodzili się od Taizonga, a nie Taizu. W 1162 cesarz Gaozong (1129–1162) abdykował jednak na rzecz Zhao Boconga (znanego jako cesarz Xiaozong, 1162–1189), który był potomkiem Taizu w siódmym pokoleniu. Wszyscy późniejsi cesarze Song wywodzili się z linii Taizu. Ten powrót do linii Taizu po niemal dwóch stuleciach był możliwy, ponieważ zgodnie z zarządzeniem pierwszego cesarza dynastii Song do klanu cesarskiego mieli należeć wszyscy potomkowie jego i jego dwóch braci, tj. wspomnianego powyżej Zhao Guangyi oraz Zhao Guangmei. Takie rozumienie cesarskiego klanu było niezgodne z wcześniejszym zwyczajem odmawiania przynależności do niego osobom znajdującym się poza tzw. pięcioma kręgami żałoby (五服, wufu) cesarza (tj. zobowiązanymi do żałoby po nim ze względu na stopień pokrewieństwa lub powinowactwa).
Taizu został pochowany w Mauzoleum Yongchangling w powiecie Gongxian w prefekturze Henan (dzisiejsze Gongyi w prowincji Henan), gdzie wcześniej zbudowano mauzoleum dla jego ojca. W następnych latach na tym terenie powstało sześć kolejnych mauzoleów cesarzy dynastii Song, dopóki nie został on zajęty przez Dżurdżenów, którzy obalili Północną dynastię Song (960–1127).